# 小冊子

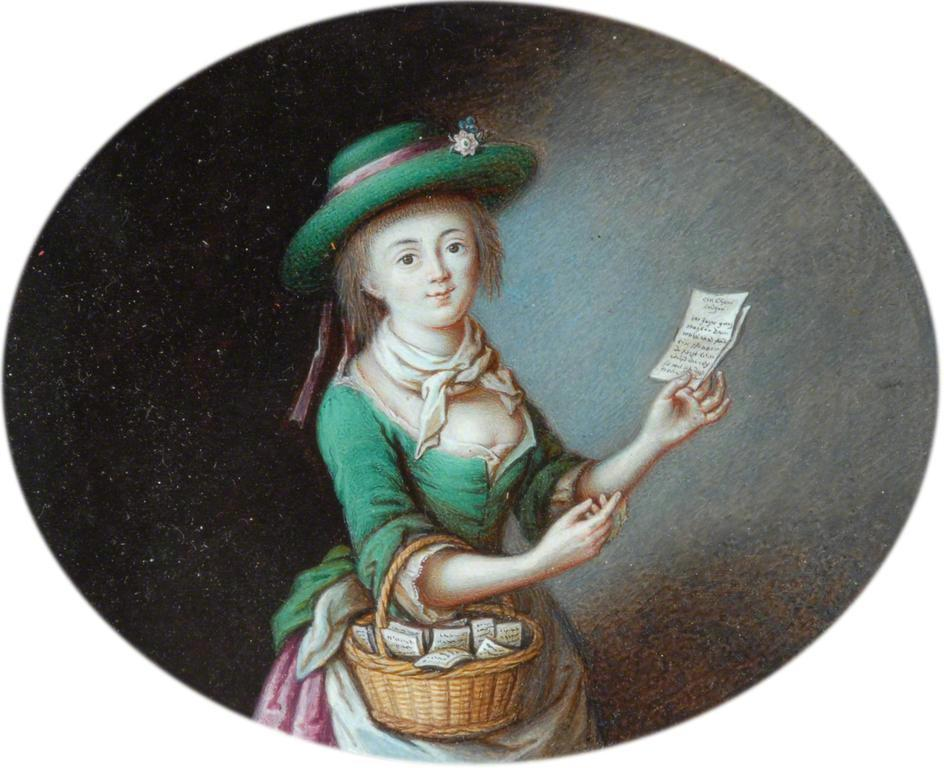
一幅18世紀的畫作，描繪一名提著一整籃小冊子的女孩

小冊子（英語：Pamphlet）是一种比较简单的出版品，通常采用相面打印，常被折疊成两、三折或更多折。根據UNESCO的定義，小冊子不会小于5页，也不会多于48页。小冊子已經在商業推广中被廣泛採用，成为一种市場推廣活動的方式，可被称为宣传册。在商業用的小冊子中，会包含產品的說明、企業訊息、活動促銷資訊等。